# Buczemla 2
Buczemla 2 (biał. Бучамля 2, Buczamla 2; ros. Бучемль 2, Buczeml 2; hist. Buczemla-Suchowola II, także Buczeml-Suchowola II; biał. Бучамля-Сухаволя II, Buczamla-Suchawola II) – wieś na Białorusi, w obwodzie brzeskim, w rejonie kamienieckim, w sielsowiecie Wojska.

## Historia
W XIX i w początkach XX w. położona była w Rosji, w guberni grodzieńskiej, w powiecie brzeskim, w gminie Ratajczyce.
W dwudziestoleciu międzywojennym leżała w Polsce, w województwie poleskim, w powiecie brzeskim, w gminie Ratajczyce. W 1921 miejscowość liczyła 94 mieszkańców, zamieszkałych w 8 budynkach, w tym 71 Białorusinów i 23 osób innej narodowości. Wszyscy mieszkańcy byli wyznania prawosławnego.
Po II wojnie światowej w granicach Związku Sowieckiego. Od 1991 w niepodległej Białorusi.